# 占士·希達
占士·愛德華·希達（英語：James Edward Hayter，1979年4月9日—）是一名出生於威特島的英格蘭足球員，司職前鋒，出身般尼茅夫青訓系統，現時效力英甲球會伊奧維。
希達保持英格蘭足球聯賽最短時間演出帽子戲法的記錄，更曾分別效力3支球隊於附加賽獲勝而取得升班資格。

## 生平
般尼茅夫
希達出身於英格蘭南岸球會般尼茅夫的青訓系統，於1996/97年球季末為身處乙組〈第三級〉的般尼茅夫首次披甲，以1-3不敵彼德堡。首兩個球季合共以後補身份上陣8場，未能成功躋身一隊正選陣容，於1998年被外借到非聯賽球會沙尼斯貝利汲取上陣經驗，於8場聯賽上陣射入4球。
由於希達在外借期間的出色表現，獲時任般尼茅夫領隊梅尔·马金（Mel Machin）召回，歸隊後首仗主場對史篤城，66分鐘才後補登場的希達為球隊建功鎖定4-0勝局；下場主場對曼城希達首次獲派正選上陣。希達逐漸在隊內奠定常規正選席位。2000年10月21日作客5-2大勝貝利，希達個人包辦四球，平球會單場入球最多記錄。般尼茅夫於2001/02年球季以第21位成績不幸降班到丙組〈第四級〉，但降班首季即取得第4位，可以參加升班附加賽，準決賽首回合作客0-0賽和貝利，次回合返回主場，希達梅開二度協助球隊累計3-1淘汰對手；2003年5月24日在千禧球場舉行對林肯城的決賽，般尼茅夫以5-2大敗對手，成功於降班一年後重返乙組行列。
2004年2月24日般尼茅夫主場迎戰域斯咸，以3-0遙遙領先只餘10人應戰的對手，希達於84分鐘才後補登場，僅花了不足140秒便連入三球，諦造英格蘭足球聯賽歷來最快演出帽子戲法的記錄，打破基寧咸的吉米·斯卡斯（Jimmy Scarth）於1952年創出的舊記錄。當日希達的雙親亦有到場觀戰，惟因需要趕搭返回威特島的尾班船而提早離場，無緣目睹兒子創造記錄的一刻。
2005/06年球季希達以22個入球成為球會首席射手，其大量的入球證實成為般尼茅夫最終能夠成功護級的主因，球隊以第17位結束球季，距離降班安全線僅差5分。翌季希達的入球數字大幅下降，整季僅有12球斬獲，但仍在重要關頭射入關鍵球，包括對奧咸梅開二度以3-2險勝和對車士打菲特射入唯一奠勝球，球隊以第19位結束球季，距離降班安全線同為5分。
唐卡士打
2007年5月30日希達以破當時球會轉會費記錄的20萬英鎊加盟英甲球會唐卡士打，與較早前轉投唐卡士打的前般尼茅夫領隊肖恩·奧德里斯科爾（Sean O'Driscoll）重逢。加盟的首個球季希達雖然只射入11球，但最後一個入球正是升班附加賽決賽的奠勝球；2008年5月25日在溫布萊球場出戰大熱門列斯聯，下半場開賽兩分鐘，希達離門10碼接應角球頂球入網，這是他自1月12日對卡素爾的入球後，四個月來的首個入球，亦協助唐卡士打在超過50年來首次升班到第二級聯賽。
隨著唐卡士打升班到英冠後，希達在2008/09年球季季初忘帶射門鞋，苦戰至11月仍無進帳，其後更因傷缺陣至2009年3月。傷愈後希達逐漸回復狀態，於4月的5戰取得4個入球，亦是整季的總入球數目。2009/10年球季希達有良好的開始，於聯賽揭幕戰作客對屈福特射入1球為球隊扳平1-1，到12月初已射入4球。唐卡士打於9月初從錫菲聯借用比利·夏普，並以他作為單箭頭的進攻重心，希達移後輔助，最終仍取得9個入球的不俗成績。
2010年7月13日希達與唐卡士打續約兩年，繼續留守基普莫特體育場。2010/11年球季唐卡士打前鋒線競爭劇烈，比利·夏普正式來投，並從新特蘭借用大衛·希利，但希達狀態全面復甦，先於聯賽揭幕戰作客對普雷斯頓取得入球協助球隊以2-0旗開得勝，其後自10月30日對雷丁射入1球後，連續4場各入1球，獲選「英冠11月最佳球員」。
2012年5月18日，將降落英甲作賽的唐卡士打宣佈有8位球員不獲續約可自由轉會，希達為其中之一。
伊奧維
2012年6月28日，英甲伊奧維簽入自由身球員希達，合約為期兩年。

## 榮譽
般尼茅夫
- 英丙〈IV〉聯賽附加賽冠軍：2003年（升班英乙〈III〉）；

唐卡士打
- 英甲聯賽附加賽冠軍：2008年（升班英冠）；

伊奧維
- 英甲聯賽附加賽冠軍：2013年（升班英冠）；

## 外部連結
- 唐卡士打官網簡歷
- 般尼茅夫簡歷 （页面存档备份，存于）
- 足球数据库：占士·希達的球员统计数据
- Doncaster Rovers: James Hayter interview （页面存档备份，存于）